# Патрик Виейра
Патрик Донале Виейра (на френски Patrick Donalé Vieira) е бивш френски футболист, полузащитник. Роден е на 23 юни 1976 г. в Дакар, Сенегал.
От 1996 до 2005 г. се състезава в английския Арсенал, където печели три титли в Английската висша лига, четири пъти ФА Къп, и става капитан на отбора. Изкарва един сезон в Ювентус, а от 2006 г. носи екипа на Интер. Има записани 106 участия за състава на Франция с които става Световен шампион през 1998 и Европейски шампион през 2000. През август 2008 г. в анкета за „50-те най-добри футболисти на Арсенал за всички времена“, организирана сред феновете и проведена на страницата на официалния уебсайт на клуба, Патрик Виейра е класиран на престижното пето място.

## Състезателна кариера
Роден в християнската общност на Кабо Верде, когато е на 8 г. възраст, семейството на Виейра се мести в Дре (Dreux). Прави дебюта си в Кан на 17-годишна възраст, а на 19 вече е негов капитан. През лятото на 1995 г. преминава в италианския гранд Милан. Една година Патрик е сред резервите, а за първия състав записва едва два мача.
През септември 1996 г. мениджъра на Арсенал Арсен Венгер го привлича в състава си за сума от £ 3.5 милиона.
Виейра става неразделна част от отбора на Венгер, сформирайки силна полузащита в партньорство със своя сънародник Емануел Пти. Резултатите не закъсняват и Патрик Виейра печели дубъл през 1998 г. – Висша лига и ФА Къп, и отново дубъл през 2002 година
След края на кариерата на Тони Адамс през 2002 г., Виейра е избран за капитан на отбората, предпочетен пред легендата Дейвид Сиймън.
През 2005 г. във финала на ФА Къп, след 0:0 в редовното време срещу Манчестър Юнайтед, Виейра вкарва победната дузпа за Арсенал при крайното 5:4. С екипа на „артилеристите“ Патрик изиграва общо 407 срещи в които отбелязва 34 гола. Присъства в „Отбора на годината“ на Английската професионална футболна асоциация шест години по ред от сезон 1998 – 99 г. до 2003 – 04.
В края на сезон 2003 – 04 в клуба пристигат оферти от Реал Мадрид и Челси, които са готови да платят около £ 30 милиона за услугите на французина.
Реал предлагат за него £ 23 милиона, като смятат да запълнят празнината в полузащитата след напускането на Клод Макелеле. Въпреки това в последния момент, Патрик Виейра решава да остане в Арсенал. През 2005 година „топчиите“ приемат оферта от £ 13,7 милиона на италианския Ювентус, и Виейра подписва петгодишен договор с отбора от Серия А. В своята автобиография той изтъкна основна причина за своето напускане на Арсенал – привличането на испанския тийнейджър Сеск Фабрегас.
Тогавашният старши треньор на Ювентус Фабио Капело използва французина в полузащита като партньор на бразилеца Емерсон и чеха Павел Недвед.
През сезон 2005 – 06 Ювентус е замесен в скандал и е изхвърлен в Серия Б, като ще стартира с минус 30 точки участието си във втора италианска дивизия. Това принуждава голяма част от звездите на отбора да бъдат продадени, и на 2 август 2006 Виейра официално подписа 4-годишен договор с Интер на стойност € 9,5 милиона, което е по-малко от половината на € 20 милиона платени от Ювентус за французина.
В първите си два сезона с екипа на „нерадзурите“ печели два пъти шампионската титла в Серия А (2006 – 07 и 2007 – 08) и Суперкупата на Италия за 2008 година.

## Национален отбор
Независимо че е роден в Сенегал откъдето е и етническият му произход, Патрик Виейра избира да играе за Франция. Прави своя дебют за „петлите“ през 1997 година срещу Холандия. Той е част от отбора на Франция, спечелил Световното първенство по футбол през 1998. Във финалния мач срещу Бразилия влиза като резерва и подава на Емануел Пти за третия гол. Той, както и целия Национален отбор получава орден „Légion d'Honneur“ през 1998 за особени заслуги към държавата и нацията си.
На Евро 2000 печели европейската титла, побеждавайки във финала Италия. Също играе и в трите срещи на Световно първенство по футбол 2002, на което Франция е отстранена още в груповата фаза. На Евро 2004 поради контузия не взима участие само в 1/4 финала при загубата с 0:1 от Гърция.
След отказването на Зинедин Зидан Виейра е избран за капитан на националния отбор. Въпреки това, той и ветерана Лилиан Тюрам убеждават Зидан да се завърне в Нац.отбор за Световно първенство по футбол 2006, като в знак на уважение Патрик му връчва обратно капитанската лента.

## Успехи
Арсенал
- Английска висша лига (3) – 1997/98, 2001/02, 2003/04
- ФА Къп (4) – 1998, 2002, 2003, 2005
- Къмюнити шийлд (3) – 1998, 1999, 2002

 Интер
- Серия А – 2006/07, 2007/08, 2008/09, 2009/10
- Суперкупа на Италия – 2006

 Манчестър Сити
- ФА Къп (1) – 2011

 Франция
- Световен шампион 1998
  - Вицешампион Св. П. 2006
- Европейски шампион 2000
- Купа на конфедерациите 2001

### Индивидуални
- УЕФА Футболист на годината – 2005